# Amanuel Mesel
Amanuel Mesel Tikue (* 29. Dezember 1990 in Asmara) ist ein eritreischer Langstreckenläufer.

## Biografie
Amanuel Mesel startete bei den Olympischen Spielen 2012 in London über 5000 Meter. Bei seiner zweiten Olympiateilnahme in Rio de Janeiro 2016 startete er im Marathonlauf. Mit einer Zeit von 2:14:37 h belegte er den 21. Platz.